# Ertokuş Han
Koordinaten: 37° 59′ 34″ N, 30° 58′ 15″ O
Bei dem Ertokuş Han handelt es sich um eine seldschukische Karawanserei am östlichen Ufer des Eğirdir-Sees in der türkischen Provinz Isparta in Anatolien.

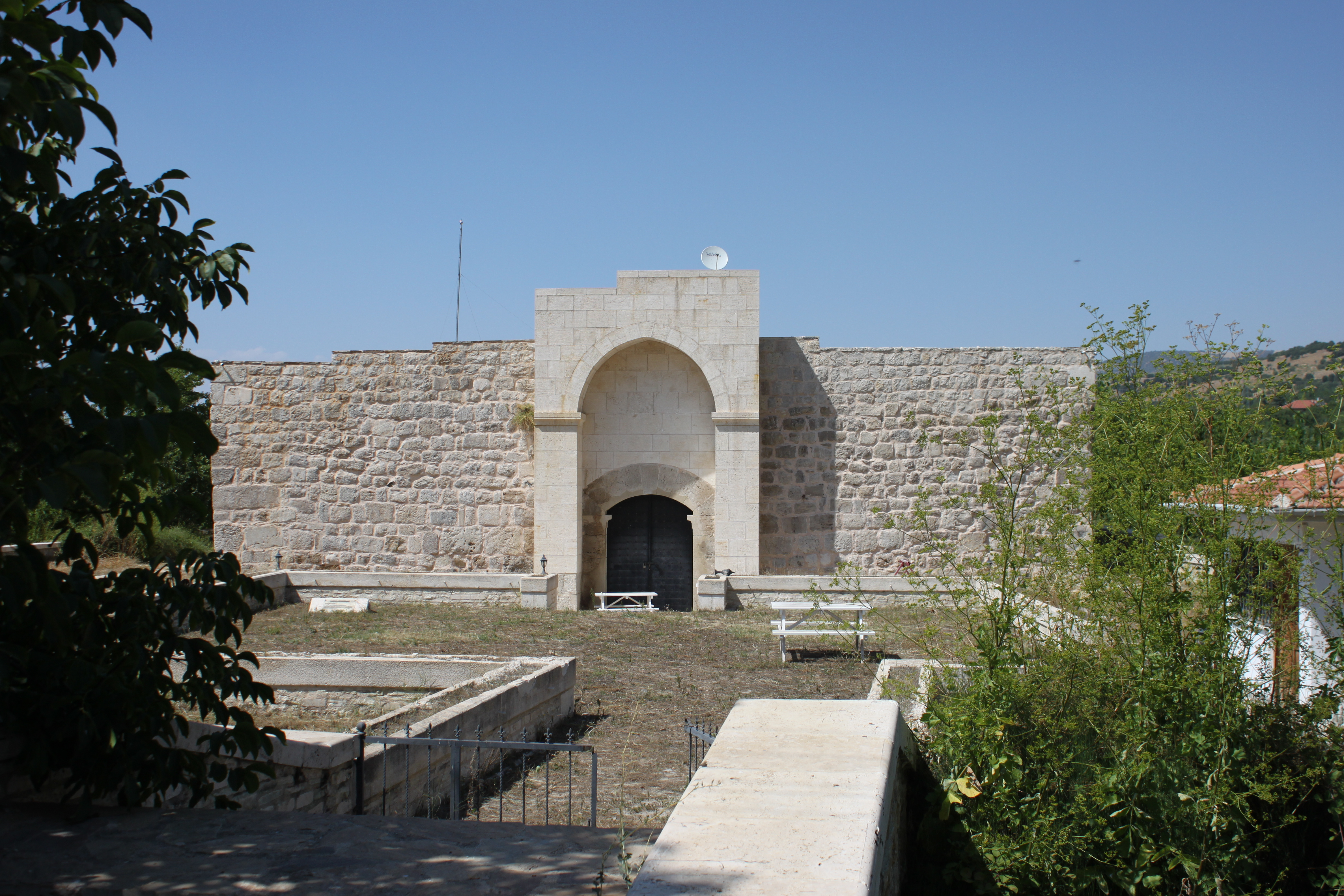
Ertokuş Han; Südseite

## Lage
Der Ertokuş Han liegt im Gebiet der Gemeinde Yeşilköy im Landkreis Gelendost, zwischen der Straße D 350 von Isparta nach Konya und dem Ufer des Eğirdir-Sees; vom See ist der Han ungefähr hundert Meter entfernt. Bei seiner Erbauung lag er an der wichtigen Handelsstraße von Antalya nach Afyon und Konya.
Der Han liegt heute etwas versteckt: von Norden kommend, biegt man von der D350 nach der Moschee (Yeşilköy Cami) an der Straße in den ersten Feldweg links ab. Der sehr schlechte Weg endet nach ungefähr dreihundert Metern vor der Karawanserei. Von Süden kommend, biegt man nach der Tankstelle auf der rechten Seite in den Feldweg links ab.
Der Han kann nur von außen besichtigt werden, der Innenbereich wurde wegen Vandalismus nach der Renovierung abgeschlossen. Ein Schlüssel ist am gegenüberliegenden Bauernhof zu erfragen.

## Name
Der Ertokuş Han trägt den Namen seines Stifters, Mübarüziddin Ömer Ertokuş, eines bedeutenden Atabeg und Emir im Dienste des Seldschukensultans Kai Kobad I. (türkisch: Alaeddin Keykubad).
Im Laufe der Zeit wurden auch die Namen Gelendost Han (nach der nächstgrößeren Stadt), Selçuk Han und Kudret Han verwendet.

## Geschichte
Der Bau erfolgte im Auftrag des Seldschukensultans Kai Kobad I.; der Emir und Atabey Mübarüziddin Ömer Ertokuş fungierte als Bauherr für den 1223 begonnenen und 1224 fertig gestellten Han.
Im Laufe der Jahrhunderte verlor die Route von Antalya nach Afyon an Bedeutung und die Karawanserei verfiel allmählich. Da der Han abseits von Siedlungen lag, blieb ihm das Schicksal, als Steinbruch für andere Gebäude zu dienen (wie zum Beispiel beim Eğirdir-Han geschehen), erspart.

Ertokuş Han im Jahr 1907, Foto von Gertrude Bell (1868–1926)

In den 1950er Jahren war der Han schon in sehr schlechtem Zustand, und so wurden erste Sicherungsmaßnahmen unternommen. 2007 begann eine Generalsanierung, die sich bis 2017 hinzog. Der Han wurde vollständig renoviert; seitdem ist der Innenraum jedoch verschlossen.

## Architektur
Der Han besteht aus zwei miteinander verbundenen Bauwerken, dem „Sommerhof“ und dem „Wintersaal“. Die Karawanserei ist von Süd nach Nord ausgerichtet und liegt parallel zum circa hundert Meter entfernten Seeufer. Der Eingang befindet sich im Süden und ist von einem mit glatten Steinen gepflasterten quadratischen (15 Meter) Vorhof umgeben.
Das Sommergebäude ist ungefähr 24 Meter breit und 34 Meter lang. Neben dem Eingangstor befinden sich rechts und links zwei abgetrennte Zimmer mit ca. zwanzig Quadratmetern. Bei dem Raum rechts der Pforte wird vermutet, dass es sich um einen Gebetsraum handelt, da er ein schmales Fenster enthält; es wurden jedoch keine Anzeichen für eine religiöse Nutzung, wie zum Beispiel eine Mihrāb (Gebetsnische), gefunden. Links im Torraum befindet sich ein halboffenes Vorzimmer und dahinter ein kleinerer Raum. Hier wird ein Hamam vermutet, für den es aber auch keine Belege, wie zum Beispiel einen Wasserspeicher, gibt.
Hinter dem Tor öffnet sich der dreißig Meter lange und acht Meter breite Innenhof, der am inneren Tor des Wintersaals endet. Rechts und links des Hofes liegen je vier Schlafsäle, deren Tonnengewölbe auf jeder Seite von drei Säulen gestützt wird, das Gewölbe ist jedoch nicht mehr original.
Über dem Eingang zum Wintersaal befindet sich eine Marmortafel mit der arabischen Inschrift
Die deutsche Übersetzung lautet: Dieses Gebäude, das dem Sultan gehört, wurde von Mübarüziddin Ertokuş Ömer für die Sache Allahs im Jahr 620 nach der Hidschra erbaut.
Der Wintersaal schließt direkt an den Sommerhof an und besteht aus einem 27 Meter langen, mit Tonnengewölbe überdachten und von acht Säulen gestützten Saal. Die Originalsäulen stammten aus byzantinischer Zeit und wurden bei der Renovierung ins Museum nach Isparta gebracht.
Die bis zu 1,5 Meter dicken Außenwände bestehen aus zwei behauenen Kalksteinmauern, die im Inneren mit Bruchsteinen und Mörtel gefüllt wurden. Der Han hat keine Verzierungen oder Spolien, auch eine typische seldschukische Muqarnas-Verzierung fehlt. Nur das Eingangsportal ist mit weißen Marmorplatten verkleidet.

## Fotogalerie

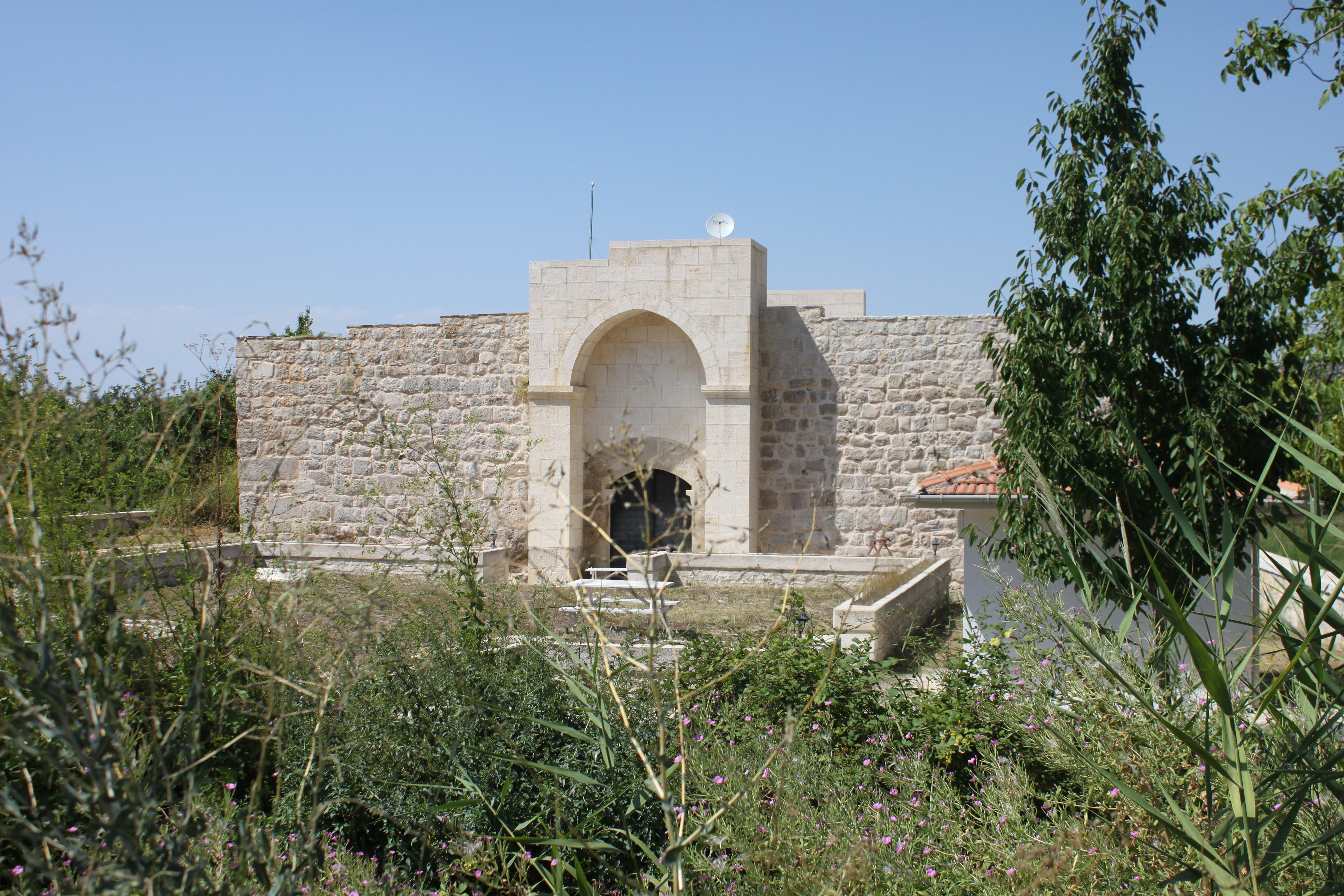
Südseite mit Portal
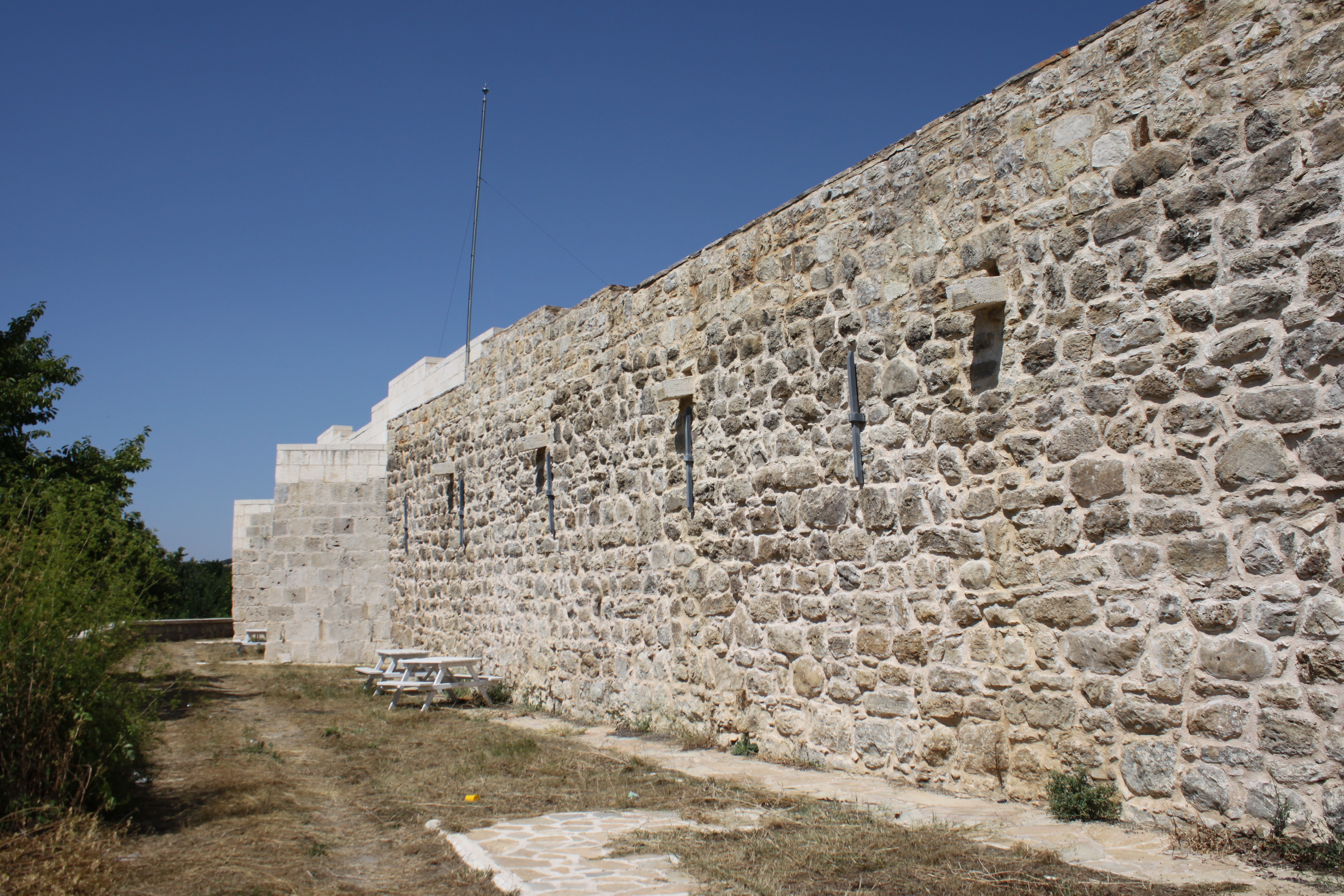
Westliche Mauer
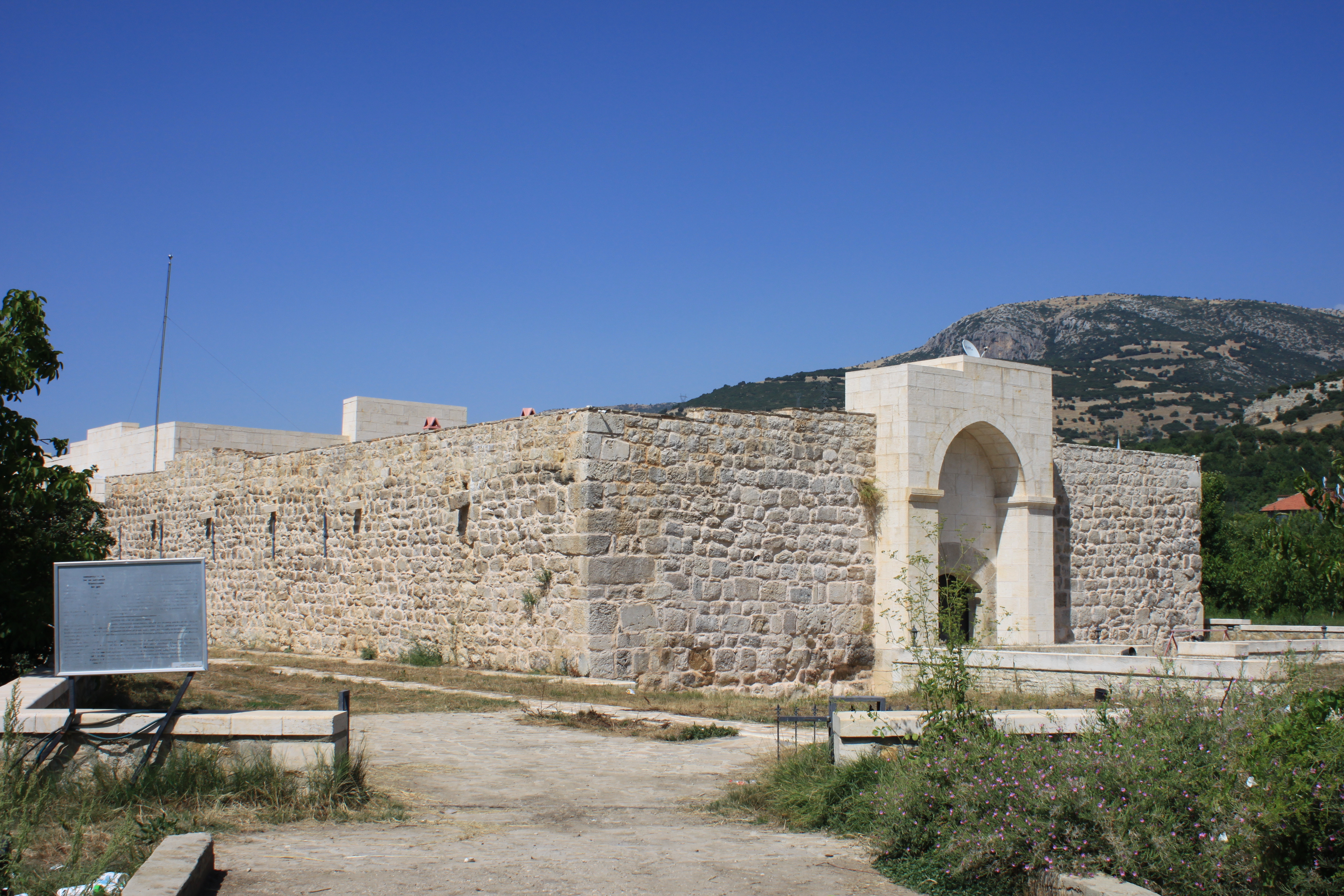
Südwestseite
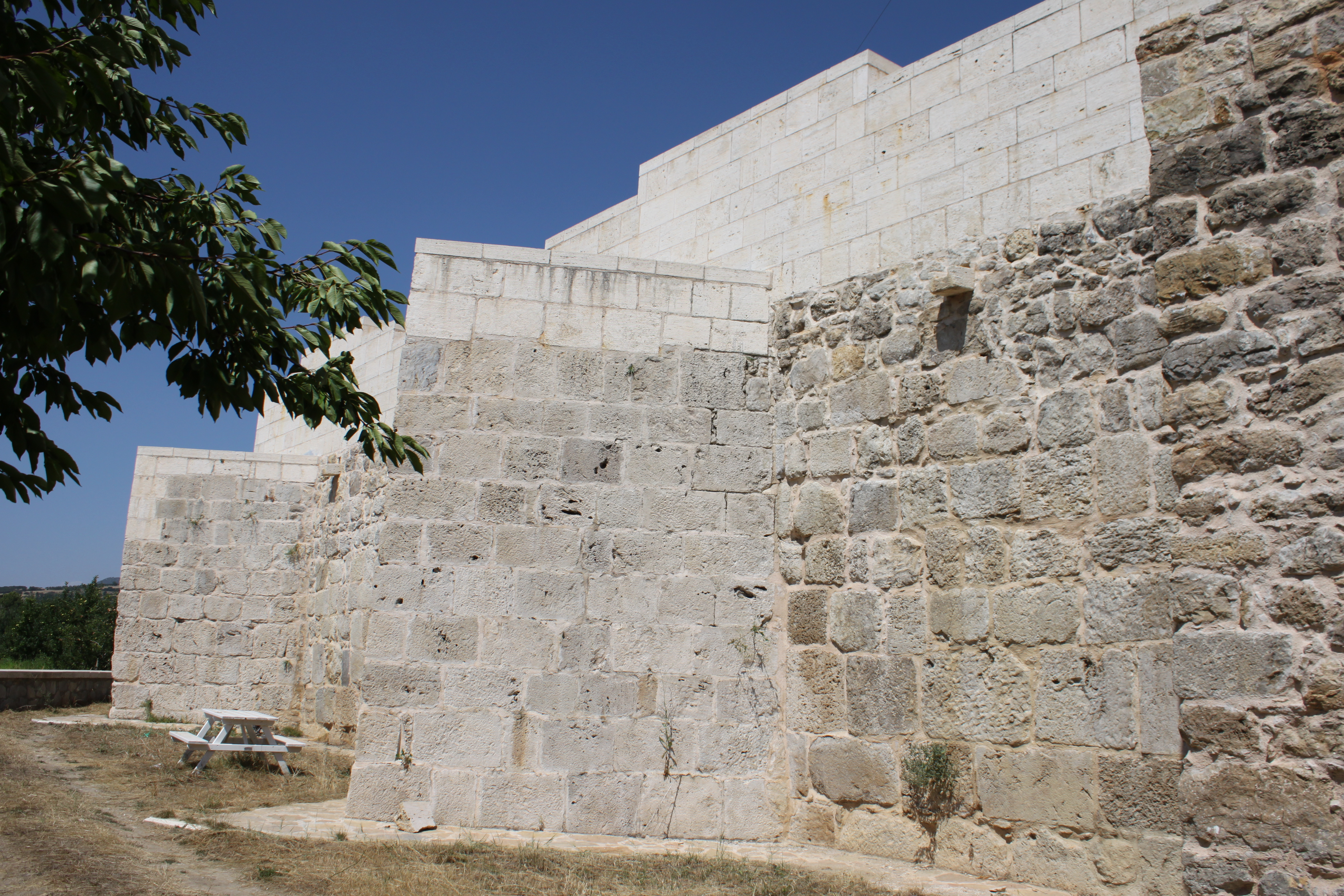
Mauer des Wintersaals
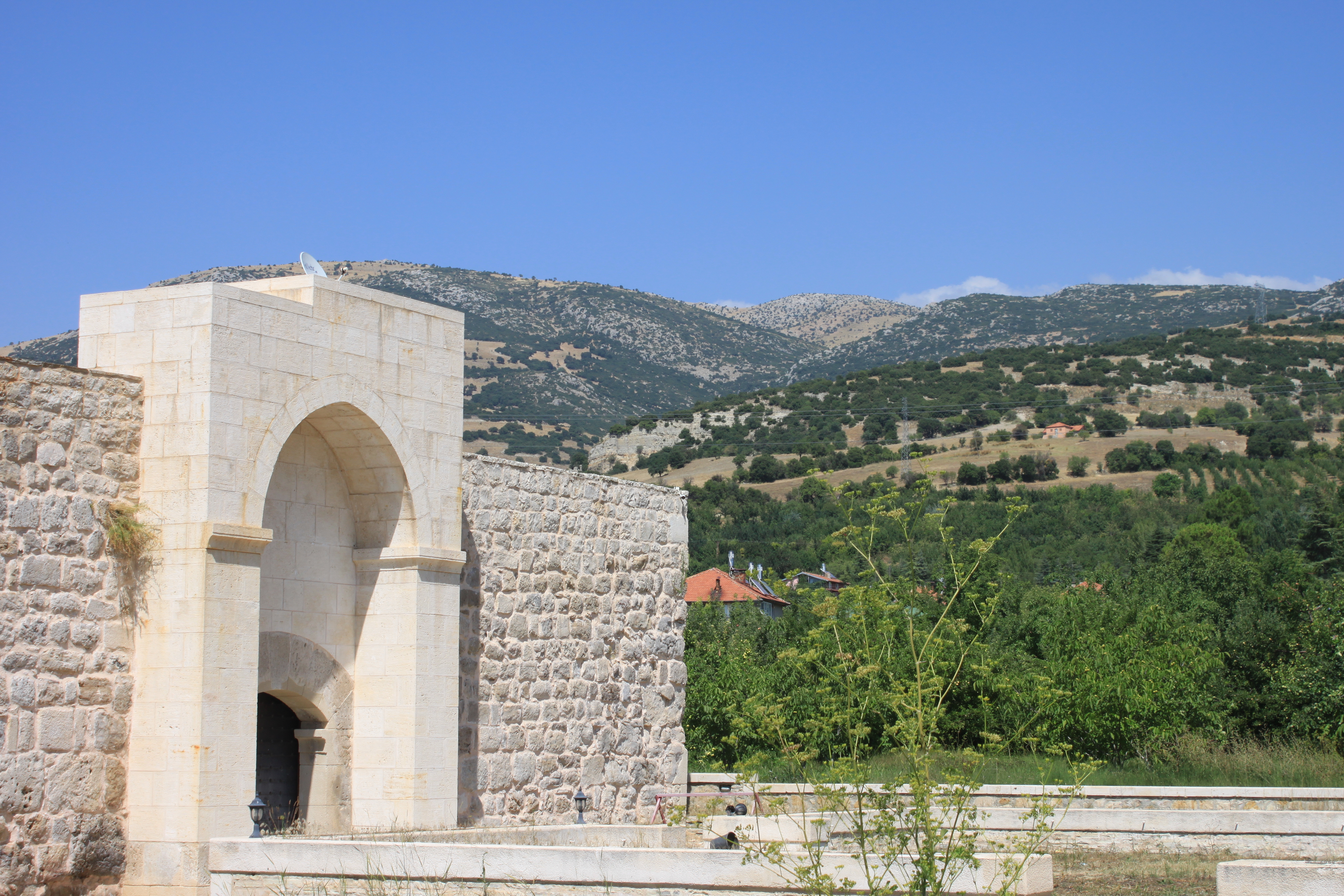
Blick nach Osten
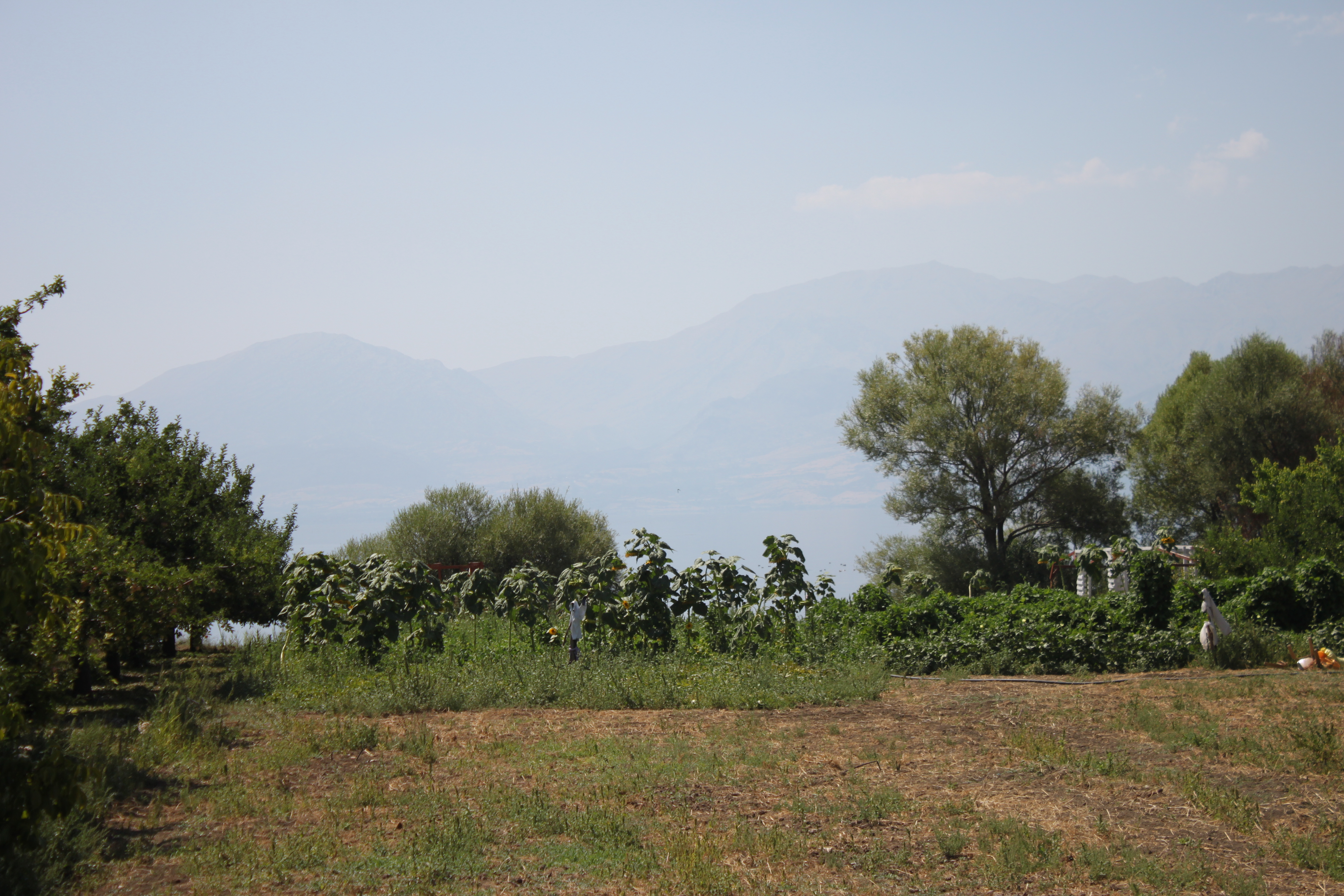
Blick nach Westen zum Eğirdir-See
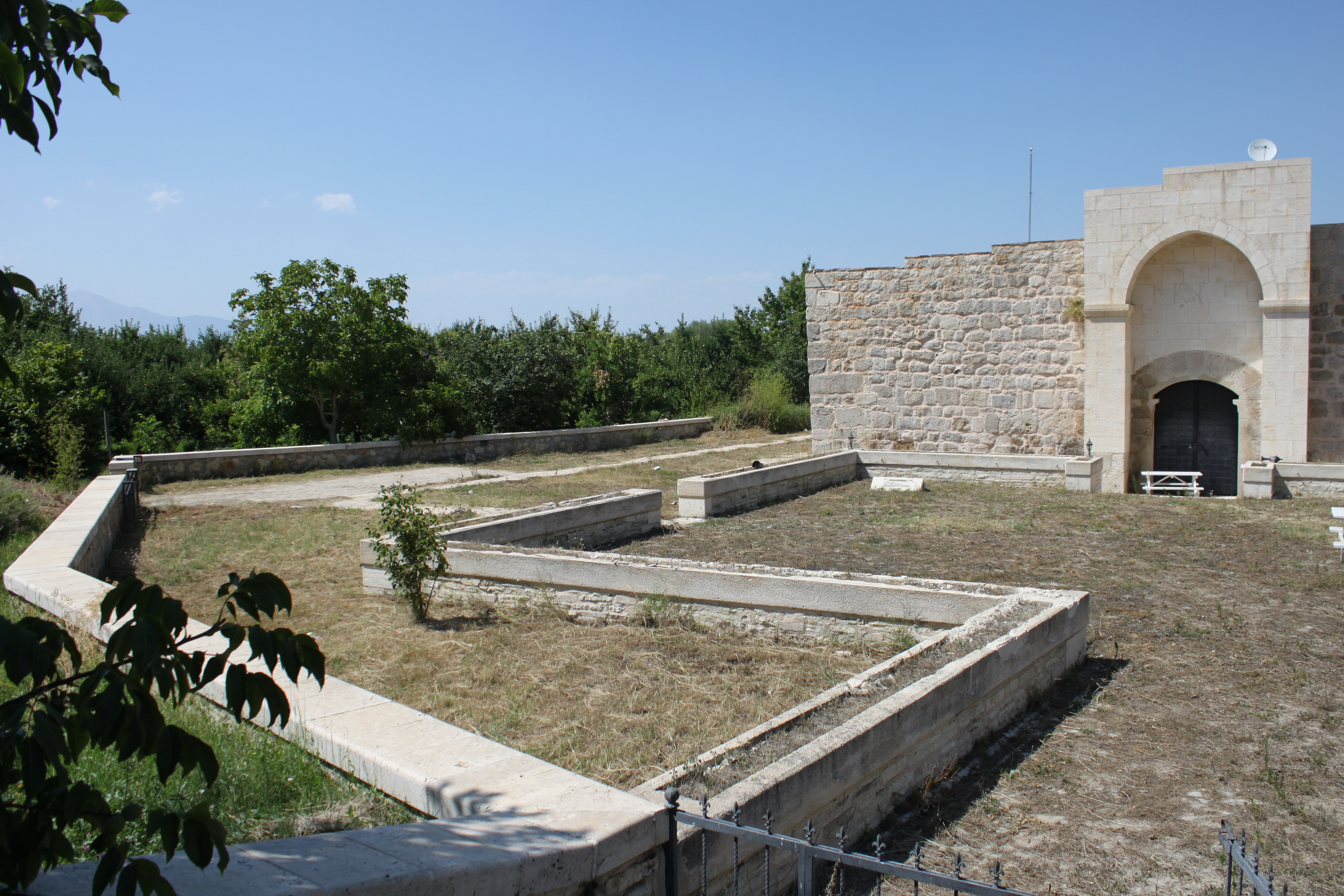
Vorhof